# Чому у нас не було великих художниць?
«Чому у нас не було великих художниць?» (англ. Why Have There Been No Great Women Artists?) — есей американської історикині мистецтва Лінди Нохлін 1971 року. Цей твір відзначається внеском у феміністичну історію та теорію мистецтва, а також аналізом інституційних перешкод, які заважають жінкам досягати успіху в мистецтві.

## Зміст
У цьому есеї Нохлін досліджує інституційні — на відміну від індивідуальних — перешкоди, які заважають жінкам на Заході досягти успіху в мистецтві. Вона поділяє свою аргументацію на кілька розділів, перший з яких базується на припущеннях, що неявно містяться в назві есею, далі йдуть «Питання оголеної», «Досягнення леді», «Успіхи» та «Роза Бонер». У вступі вона визнає «нещодавнє зростання феміністичної активності» в Америці як умову для свого дослідження ідеологічних основ історії мистецтва, а також посилається на припущення Джона Стюарта Мілля про те, що «ми схильні сприймати все як природне». У висновку вона зазначає: «Я намагалася звернутися до одного з вічних питань, яке часто використовують для того, щоб кинути виклик вимогам жінок щодо справжньої, а не показної рівності, — дослідивши всю хибну інтелектуальну підоснову, на якій ґрунтується питання „Чому у нас не було видатних художниць?“; поставивши під сумнів саму коректність формулювання так званих проблем загалом і „проблеми“ жінок зокрема; а також проаналізувавши деякі обмеження самої дисципліни історії мистецтва».

## Історія та спадщина публікацій
Вперше виданий 1971 року під назвою «Чому у нас немає великих художниць?» у книжці «Жінка в сексистському суспільстві: дослідження влади та безсилля», есей Нохлін переробили, перейменували на «Чому у нас не було великих художниць?» та опублікували в січневому випуску ARTnews за 1971 рік. Він також вийшов разом з іншими есеями та фотографіями у книжці «Мистецтво та сексуальна політика: Чому у нас не було великих художниць?». (1971, за ред. Томаса Б. Гесса та Елізабет К. Бейкер). Відтоді есей регулярно передруковували, зокрема у збірках Нохлін «Жінки, мистецтво та влада та інші есеї» (1988) та «Жінки-художниці: збірник Лінди Нохлін» (2015, за ред. Маури Рейлі та Нохлін).
Есей «Чому у нас не було великих художниць?» зазвичай вважають обов'язковою літературою для галузей феміністичної історії мистецтва та феміністичної теорії мистецтва, оскільки він вказує на інституційні бар'єри образотворчого мистецтва, з якими історично стикалися жінки в західній традиції. Нохлін розглядає історію відсутності художньої освіти у жінок, а також природу мистецтва та художнього генія, як їх визначають тепер. Цей есей також став важливим поштовхом для повторного відкриття жінок-художниць, після чого відбулася виставка «Жінки-художниці: 1550—1950». Елеонора Манро назвала його «епохальним», а за словами Міріам ван Рейсінґен «його вважають початком феміністичної історії мистецтва».
Назва та зміст есею надихнули на низку есеїв та публікацій про відсутність жінок у певних професійних сферах, як-от «Чому у нас немає великих кухарок?» Шарлотти Дракман (2010). 1989 року відбулася виставка, спрямована на підвищення видимості жінок-художниць, під назвою «Жіноча робота: виставка мистецького огляду до сторіччя жінок Монтани 1889—1989», натхненна новаторським внеском Нохлін.

## Переклад українською
2025 року у видавництві «Комубук» вийшов український переклад есею. Перекладачка — Мирослава Андрусик.